# Де лос Сантос, Матиас
Матиас де лос Сантос (исп. Matias de los Santos de los Santos; родился 22 ноября 1992 года, Сальто) — уругвайский футболист, защитник клуба «Велес Сарсфилд». Выступает за «Коло-Коло» на правах аренды.

## Биография
Де лос Сантос — воспитанник клуба «Данубио». 26 октября 2013 года в матче против «Дефенсор Спортинг» он дебютировал в уругвайской Примере. 18 мая 2014 года в поединке против столичного «Суд Америка» Матиас забил свой первый гол за «Данубио». В своём первом сезоне он помог клубу выиграть чемпионат.
Летом 2017 года де лос Сантос перешёл в колумбийский «Мильонариос». 17 июля в матче против «Санта-Фе» он дебютировал в Кубке Мустанга. 7 августа в поединке против «Атлетико Хуниор» Матиас забил свой первый гол за «Мильонариос».

## Достижения
- Чемпион Уругвая (1): 2013/14
- Чемпион Колумбии (1): Клаусура 2017
- Победитель Суперлиги Колумбии (1): 2018